# Indiens Davis Cup-lag
Indiens Davis Cup-lag styrs av allindiska tennisförbundet och representerar Indien i tennisturneringen Davis Cup, tidigare International Lawn Tennis Challenge. Indien debuterade i sammanhanget 1921 och slutade tvåa i turneringen 1966, 1974 och 1987. 1974, då man hade Ishmale Bopanna som kapten, vägrade man spela finalen mot Sydafrika i protest mot apartheid.